# 5-я драгунская дивизия (Первая империя)
5-я драгунская дивизия (фр. 5e Division de Dragons) — кавалерийская дивизия Франции периода наполеоновских войн.
Сформирована Императором 9 ноября 1806 года под началом генерала Бекера, и состояла из двух бригад:
- 1-я бригада (13-й и 22-й драгунские полки) генерала Буссара была взята из прежней дивизии Бекера;
- 2-я бригада (15-й и 25-й драгунские полки) генерала Виалана взята из дивизии Саюка.

## Организация дивизии
На 1 июня 1807 года:
- 1-я бригада (командир — бригадный генерал Андре Буссар)
  - 13-й драгунский полк (командир – полковник Пьер-Виктор Ларош)
  - 22-й драгунский полк
- 2-я бригада (командир — бригадный генерал Жан-Батист Виалан)
  - 15-й драгунский полк
  - 25-й драгунский полк

На 15 ноября 1808 года:
- 1-я бригада (командир – бригадный генерал Жан-Батист Виалан)
  - 13-й драгунский полк (командир – полковник Пьер-Виктор Ларош)
  - 22-й драгунский полк
- 2-я бригада (командир — бригадный генерал Франсуа Фурнье-Сарловез)
  - 15-й драгунский полк
  - 25-й драгунский полк

## Подчинение и номер дивизии
- 5-я драгунская дивизия резервной кавалерии Великой Армии (20 сентября 1806 года);
- 5-я драгунская дивизия 5-го армейского корпуса Великой Армии (1807 год);
- 5-я драгунская дивизия резервной кавалерии Армии Испании (15 октября 1808 года).

## Командование дивизии

### Командиры дивизии
- дивизионный генерал Николя Бекер (9 ноября 1806 – 11 мая 1807)
- дивизионный генерал Жан Лорж (25 мая 1807 – 17 апреля 1810)

### Начальники штаба дивизии
- полковник штаба Вольф  (1807 – 1810)

## Награждённые

### Комманданы ордена Почётного легиона
- Николя Бартельми, 12 января 1807 – полковник, командир 15-го драгунского

### Офицеры ордена Почётного легиона
- Стрюб, 9 ноября 1807 – командир эскадрона, адъютант Бекера
- Пьер-Виктор Ларош, 12 января 1807 – полковник, командир 13-го драгунского